# Kantcentrum Brugge

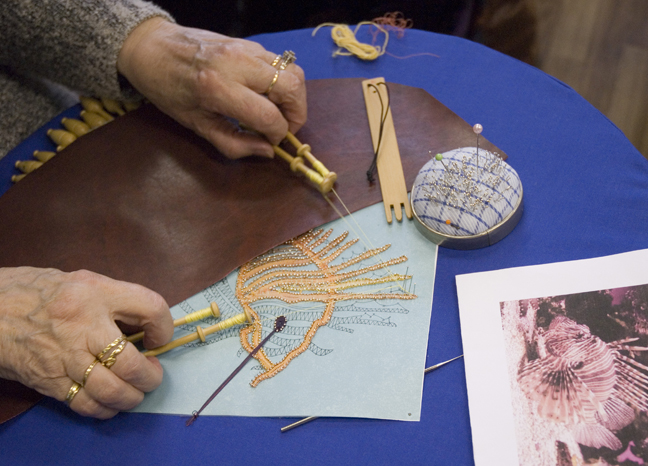
Bruges Kantcentrum Bobbin Lace Fish

De vzw Kantcentrum Brugge in de Belgische stad Brugge is een museum- en kenniscentrum met betrekking tot het textielweefsel kant. Het is gesticht in 1970 met als voornaamste doelstelling de in 1717 door de zusters apostolinnen te Brugge begonnen kantopleiding voort te zetten. Het staat sindsdien garant voor diverse vormen van handgemaakte kant. In de loop der jaren is de expertise en de faam zo uitgegroeid dat het Kantcentrum zich op wereldvlak kon profileren als de enige echte referentie voor handgemaakte kant in diverse disciplines.
Het Kantmuseum bevond zich oorspronkelijk in de gerestaureerde godshuisjes bij de Jeruzalemkerk, waar begin jaren 1960 nog oude kantwerksters woonden. In 2014 werd het nieuwe kantcentrum geopend in Balstraat in de gerenoveerde oude kantschool van de zusters apostolinnen. Er is daar een permanente tentoonstelling van diverse kantsoorten. Deze expositie wordt geregeld aangevuld met tijdelijke tentoonstellingen. Afhankelijk van het thema betreft dit kantwerkstukken uit binnen- of buitenlandse verzamelingen.

## Geschiedenis
Begin achttiende eeuw was er hongersnood in Brugge. Er kwamen initiatieven om het inkomen van de armen te verbeteren. Een daarvan was in 1717 het oprichten van een kantschool voor kantwerksters. Bisschop Hendrik Jozef van Susteren deed hiervoor beroep op de zusters apostolinnen. De lessen werden zowel in dag- als avondonderwijs gegeven om zo veel mogelijk vrouwen te bereiken
De school kende een grote bloei en werd uitgebreid. Onder keizer Jozef II werden veel kloosters afgeschaft. Maar omdat de school van de apostolinnen een maatschappelijk doel had, mocht ze blijven bestaan. In 1860 telde de school 400 leerlingen die verschillende soorten kant leerden maken.
De school werd gesloten vanwege de Eerste Wereldoorlog en keerde pas in 1922 terug. Er was veel belangstelling voor zodat de zusters een nieuwe school dienden te bouwen. Vanaf 1930 was er echter een terugval door de opkomst van het machinaal gefabriceerde kant. Het dagonderwijs werd van 1933 teruggebracht tot een dag per week. Het avondonderwijs bleef ongewijzigd. In 1961 werd gestopt met het geven van dagonderwijs. In 1970 werd het Kantcentrum opgericht om de taken van de zusters apostolinnen over te nemen.